# Restauratie (object)
Restauratie is het geheel van handelingen aan een beschadigd of gedeeltelijk verloren gegaan object met het doel dit terug te brengen in een van tevoren gedefinieerde toestand. De term restauratie wordt meestal gebruikt voor handelingen aan materieel erfgoed, en heeft als doel het te herstellen en te bewaren voor komende generaties.
Aanvankelijk had de term restauratie vooral betrekking op het in oude staat terugbrengen van historische gebouwen en bouwwerken (monumenten). Tegenwoordig wordt hij ook gebruikt voor het in de originele staat terugbrengen van roerende goederen. Dit zijn alle verplaatsbare objecten, bijvoorbeeld industrieel erfgoed zoals auto's, (stoom)locomotieven en andere machines, meubelen, schilderijen en muziekinstrumenten. Ook klinkend erfgoed als pijporgels en beiaarden (die vanwege hun vaste plek als onroerend goed worden beschouwd) komen voor restauratie in aanmerking.

## Restauratie van gebouwen

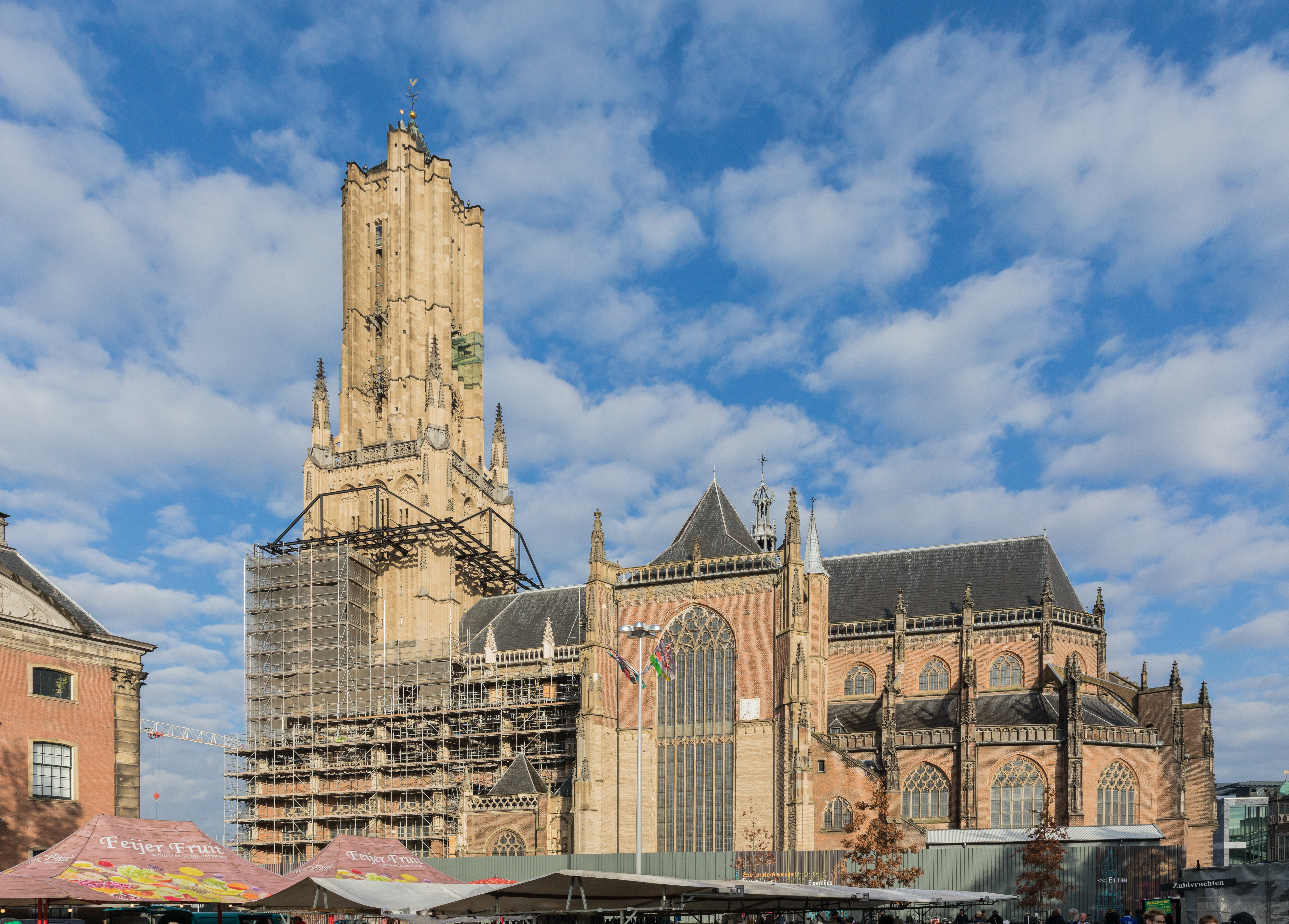
Sint-Eusebiuskerk, Arnhem

Restauratie van gebouwen betreft  het restaureren, renoveren en herbestemmen van bestaande bouw, al dan niet met monumentale status. 

## Restauratie van orgels
Onder de restauratie van orgels wordt verstaan: de werkzaamheden die het normale onderhoud te boven gaan en noodzakelijk zijn voor het herstel of de conservering van een monumentaal pijporgel. 

## Restauratie van kunst
Restauratie van kunst is het geheel van handelingen aan een beschadigd of gedeeltelijk verloren gegaan kunstobject met het doel dit terug te brengen in een van tevoren gedefinieerde toestand, en zo te behouden voor toekomstige generaties. 

## Restauratie van maritiem erfgoed
De restauratie van maritiem erfgoed betreft het herstellen of conserveren van historische schepen maar ook van havens, kades, bruggen, waterwegen en pakhuizen. 

## Restauratie van industrieel erfgoed

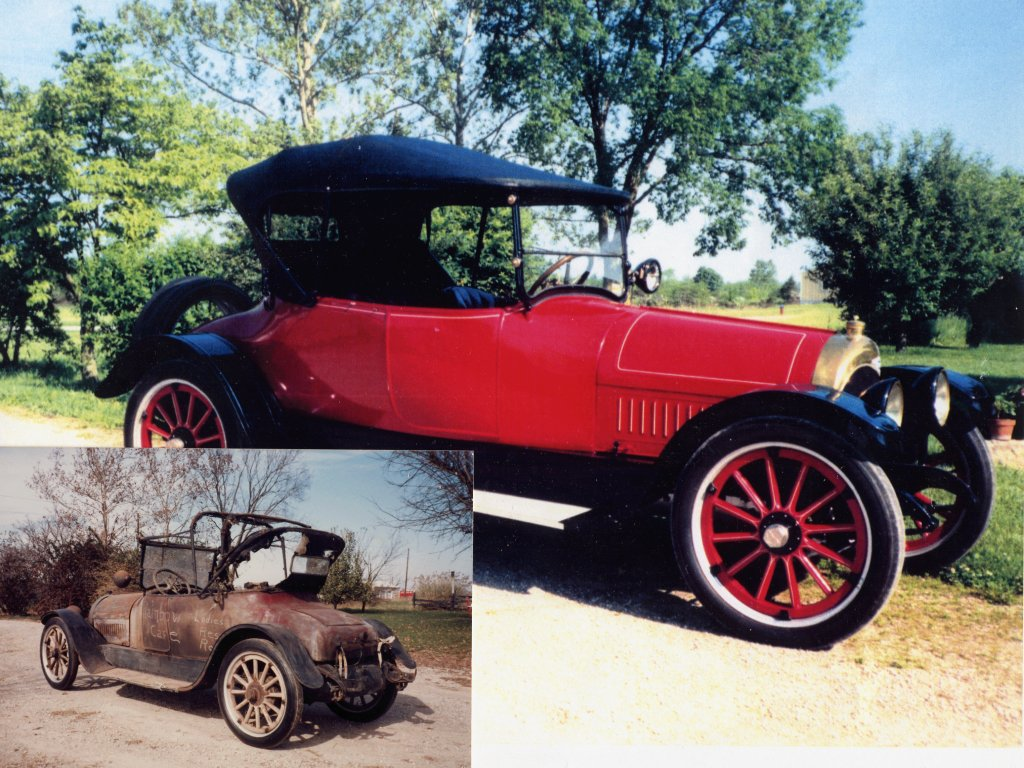
een Apperson auto: voor en na de restauratie

### Voertuigen
Conservering en restauratie van wegvoertuigen is het proces waarbij een voertuig in de oorspronkelijke staat wordt hersteld. Restauratie betekent het verwijderen, vervangen of repareren van de onderdelen van een voertuig, terwijl conserveren betekent dat de originele onderdelen behouden blijven. Hoewel autorestauratie gewoonlijk wordt gedefinieerd als het reconditioneren van een voertuig "van de oorspronkelijke staat in een poging het terug te brengen naar een als nieuwe of betere staat". Er zijn veel graden waarin een voertuig kan worden gerestaureerd, en elk daarvan kan worden uitgevoerd naar goeddunken, wens of smaak van een voertuigeigenaar of restaurateur. 
Er zijn verschillende niveaus van autoreparatie. Het hoogste kwaliteitsniveau, over het algemeen onbereikbaar voor de amateurrestaurator, is het Concours d'Elegance niveau; dit zijn auto's die vaak worden gerestaureerd in een mate die vaak de kwaliteit overtreft die ze waren toen ze de fabriek verlieten. Er zijn vrijwel geen gebreken aan de kwaliteit van de daadwerkelijk gerestaureerde onderdelen. De onderdelen die niet op de auto zaten toen deze voor het eerst werd verkocht, moeten het hoogste niveau van pasvorm en afwerking hebben en lijken originele onderdelen te zijn. Veel Concours-auto's worden niet gereden, behalve voor de korte afstanden van hun trailers naar het showveld. Alleen wanneer een auto volledig wordt teruggebracht in de staat waarin deze voor het eerst werd verkocht, wordt deze als gerestaureerd beschouwd. Verschillende aspecten van een auto kunnen worden gerepareerd zonder dat de auto wordt gerestaureerd. Restauratie houdt in dat de auto is teruggebracht in de staat waarin hij voor het eerst werd verkocht. Al het andere is ofwel repareren of resto-mod. 
Het restaureren van een auto is geen eenvoudige taak. Een volledige restauratie kan vele jaren duren en kan tienduizenden euro's kosten, wat soms ruim boven de uiteindelijke waarde van de auto zal zijn. sommige zaken zullen moeten worden uitbesteed aan speciaalzaken; degenen die met de speciale kennis en apparatuur het desbetreffende specialistische werk kunnen doen. Soms blijft een eenmaal begonnen restauratie onvoltooid en kunnen de auto en onderdelen worden gekocht voor een fractie van hun waarde. Als men echter een onvoltooid project koopt, is het absoluut noodzakelijk er zeker van te zijn dat alle onderdelen aanwezig zijn. Onderdelen vinden voor een wees- of zeldzame auto kan soms onmogelijk zijn. Dit vereist de fabricage van onderdelen vanaf het begin, in het algemeen met veel moeite en kosten.
Voor de amateur of zelfs ervaren restaurator is er een groot aantal hulpbronnen, boeken en tijdschriften om te helpen bij restauratie van een auto of specifieke onderdelen. Er zijn ook websites die nuttig advies en contacten voor voertuigrestauratie kunnen bieden.

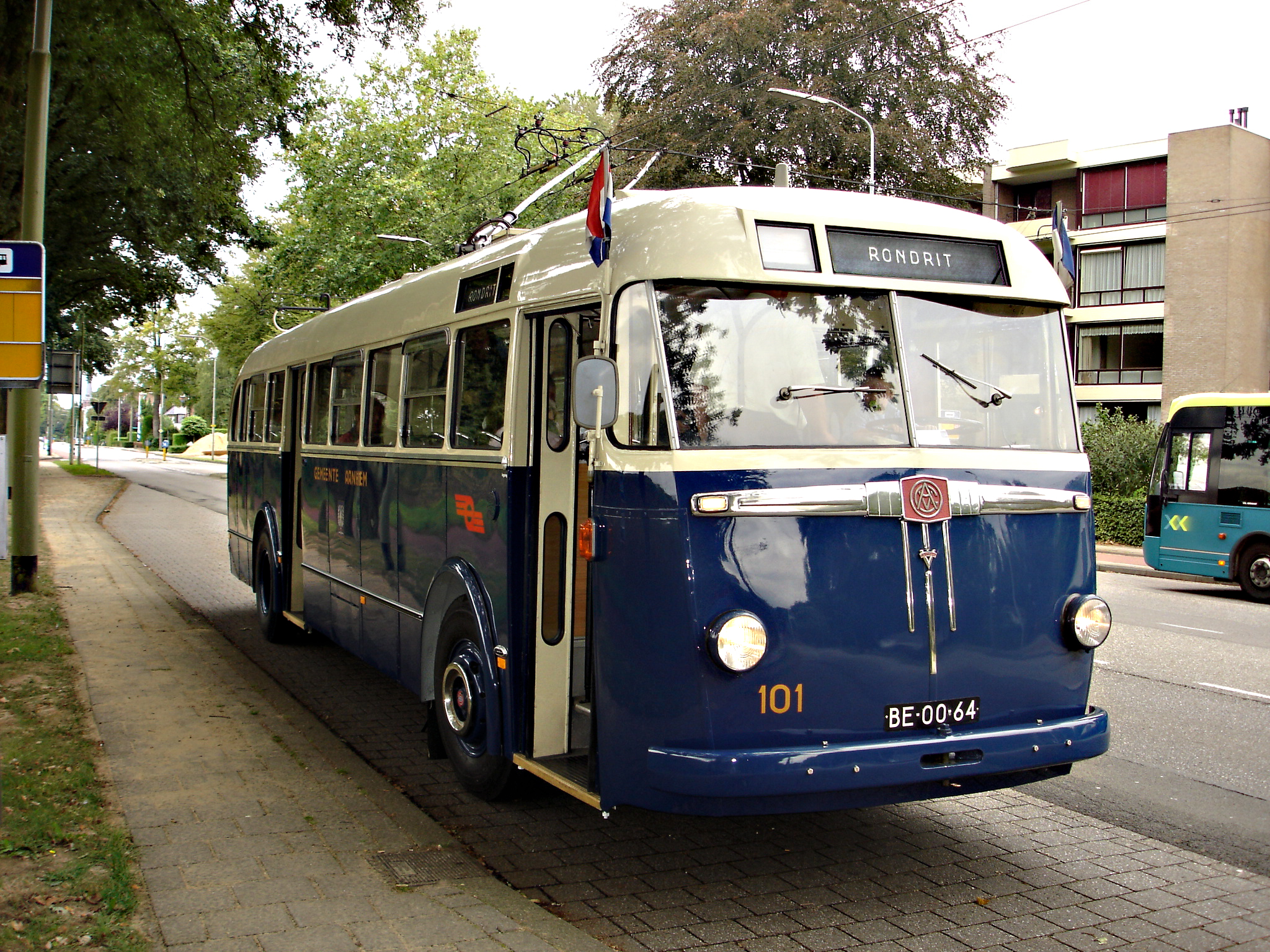
Museumtrolleybus 101

Voorbeelden van gerestaureerde voertuigen zijn:
- De Canadese tank op de Langenberg in Ede
- Het Tankmonument, een Cruiser Cromwell in Antwerpen
- Het Tankmonument, een M4 Sherman-tank in Bastenaken
- Het Tankmonument, een Leopard 1 in Zelzate
- De Baureihe 403.0, een vierdelig elektrisch treinstel van de Deutsche Bundesbahn
- Het spoorwegmonument Loc 94, een Pruisische stoomlocomotief uit 1924, in Gennep
- De Museumtrolleybus 101 in Arnhem
- 45 historische autobussen in het Nationaal Bus Museum
- Het wagenpark van de Stichting Veteraan Autobussen
- Historische twee-, drie- en vierwielers in het Nationaal Fietsmuseum Velorama

### Vliegtuigen
Voorbeelden van gerestaureerde vliegtuigen zijn de Lockheed L-749 Constellation in het Luchtvaartmuseum Aviodrome en de vliegtuigen uit de Slag om Engeland in het Imperial War Museum in Duxford.

## Restauratie in het bosbeheer
Restauratie in het bosbeheer betekent dat men een bos dat door menselijk ingrijpen of bijvoorbeeld door bosbrand is aangetast, zo veel mogelijk in de oude, natuurlijke staat probeert terug te brengen. 

## Restauratie van groen erfgoed
Restauratie van groen erfgoed betreft het herstellen van historische parken, buitenplaatsen, begraafplaatsen en monumentale bomen. 